# قرار مجلس الأمن التابع للأمم المتحدة رقم 627
قرار مجلس الأمن الدولي رقم 627 لعام 1989 بتاريخ 9 يناير بعد وفاة رئيس محكمة العدل الدولية نغرادا سينغ في 11 ديسمبر 1988، حيث قرر المجلس تحديد موعد 18 أبريل 1989 لانتخاب رئيس جديد للمحكمة في مجلس الأمن والجمعية العامة في الدورة الثالثة والأربعين.